# Lyssa aruus
Lyssa aruus är en fjärilsart som beskrevs av Felder 1874. Lyssa aruus ingår i släktet Lyssa och familjen Uraniidae. Inga underarter finns listade i Catalogue of Life.